# 穆薩哈爾

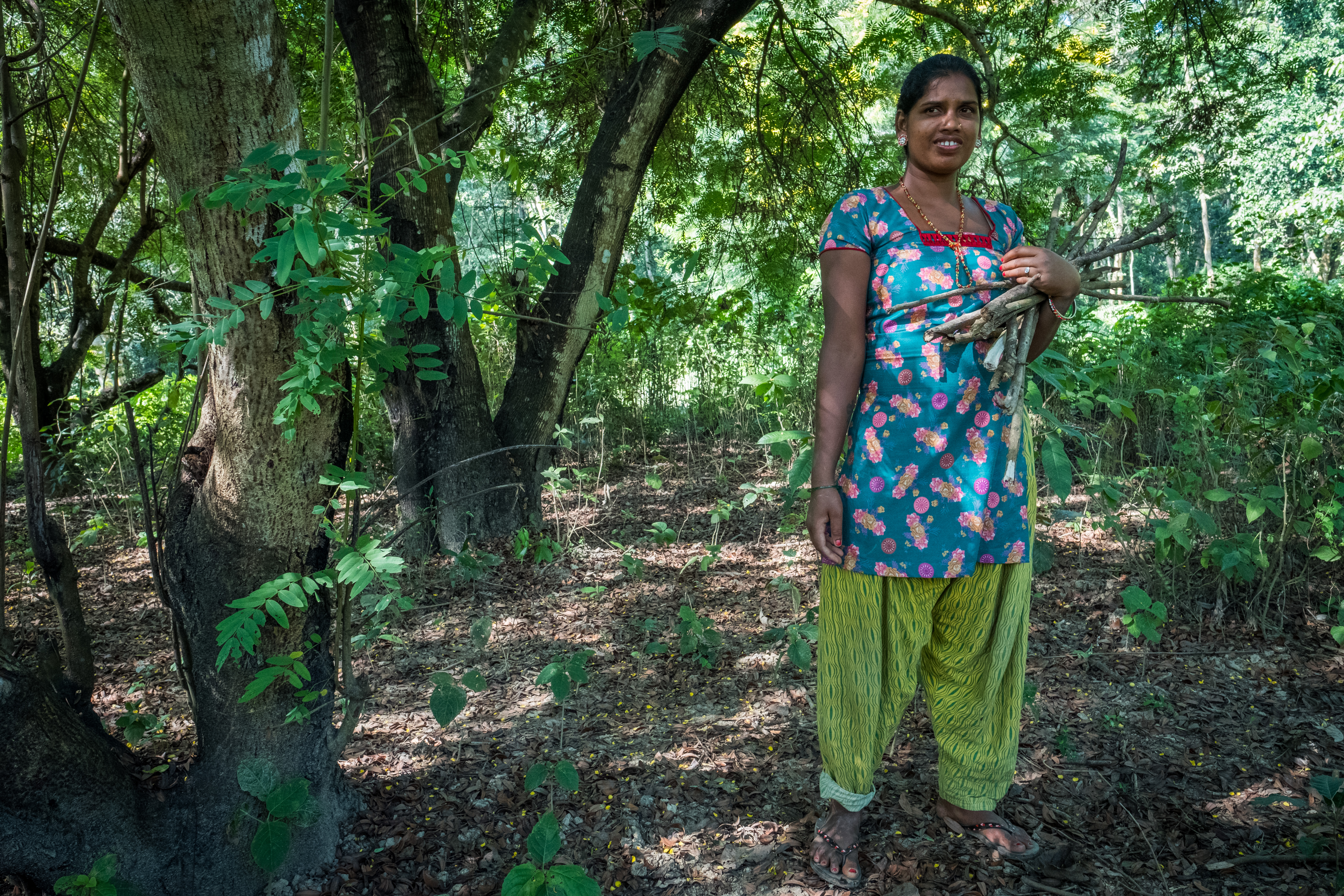
穆萨哈尔是一个在社会上被边缘化的贫穷社区，严重依赖森林维持生计。

穆薩哈爾（英語：Musahar），是一個在印度比哈爾邦和北方邦，尼泊爾特萊區的賤民種姓。
穆薩哈爾傳統職業是捕鼠，現在仍然不確定性其確切的起源。根據當地的傳說，梵天創造了人，並給他騎馬。第一位穆薩哈爾決定在騎馬時在馬的腹部挖洞以固定腳。這惹怒了梵天，後者詛咒他和他的後代成為捕鼠者。赫伯特·霍普·里斯利在1881年對孟加拉的種姓和部落的調查中推測，穆薩哈爾人是喬塔·那格浦爾高原的狩獵採集者布伊亞部落的分支，後者在他的調查之前大約6至7代移居到恒河平原，大約在1650-1700年，他們從高原遷移到了恒河平原東部。他們成為說印地語的地主的農業勞動者，為了與他們交流並獲得社會地位，他們學習了房東的語言。現代遺傳學研究發現，穆薩哈爾和蒙達人族群的基因緊密地類聚在一起。
目前的情況下他們已不再捕鼠，他們現在主要是無地的農業勞動者。他們是印度最邊緣化的群體之一，並遭受歧視。他們雖然信仰印度教，但仍相信一些部落神。
在比哈爾邦，穆薩哈爾受僱於邦石礦場。許多人也移居到旁遮普邦和哈里亞納邦被聘為農業勞動者。在農村，穆薩哈爾主要是農業勞動者，但在一年內多達8個月沒有工作，孩子經常一起工作，在田間地頭工作或拾荒者，每天賺取25至30 盧比。穆薩哈爾識字率3％，但婦女識字率低於1％。